# Superodontella nana
Superodontella nana is een springstaartensoort uit de familie van de Odontellidae. De wetenschappelijke naam van de soort is voor het eerst geldig gepubliceerd in 1954 door Cassagnau.